# Pavetta sphaerobotrys
Pavetta sphaerobotrys är en måreväxtart som beskrevs av Karl Moritz Schumann. Pavetta sphaerobotrys ingår i släktet Pavetta och familjen måreväxter.

## Underarter
Arten delas in i följande underarter:
- P. s. lanceisepala
- P. s. sphaerobotrys
- P. s. tanaica